# Hermann Bareiss
Hermann Bareiss (* 27. März 1944 in Baiersbronn) ist ein deutscher Hotelier. Er ist Inhaber des Hotel Bareiss, das er zu einem der besten Privathotels Deutschlands (Fünf Sterne Superior) mit dem Drei-Sterne-Restaurant Bareiss ausbaute.

## Leben

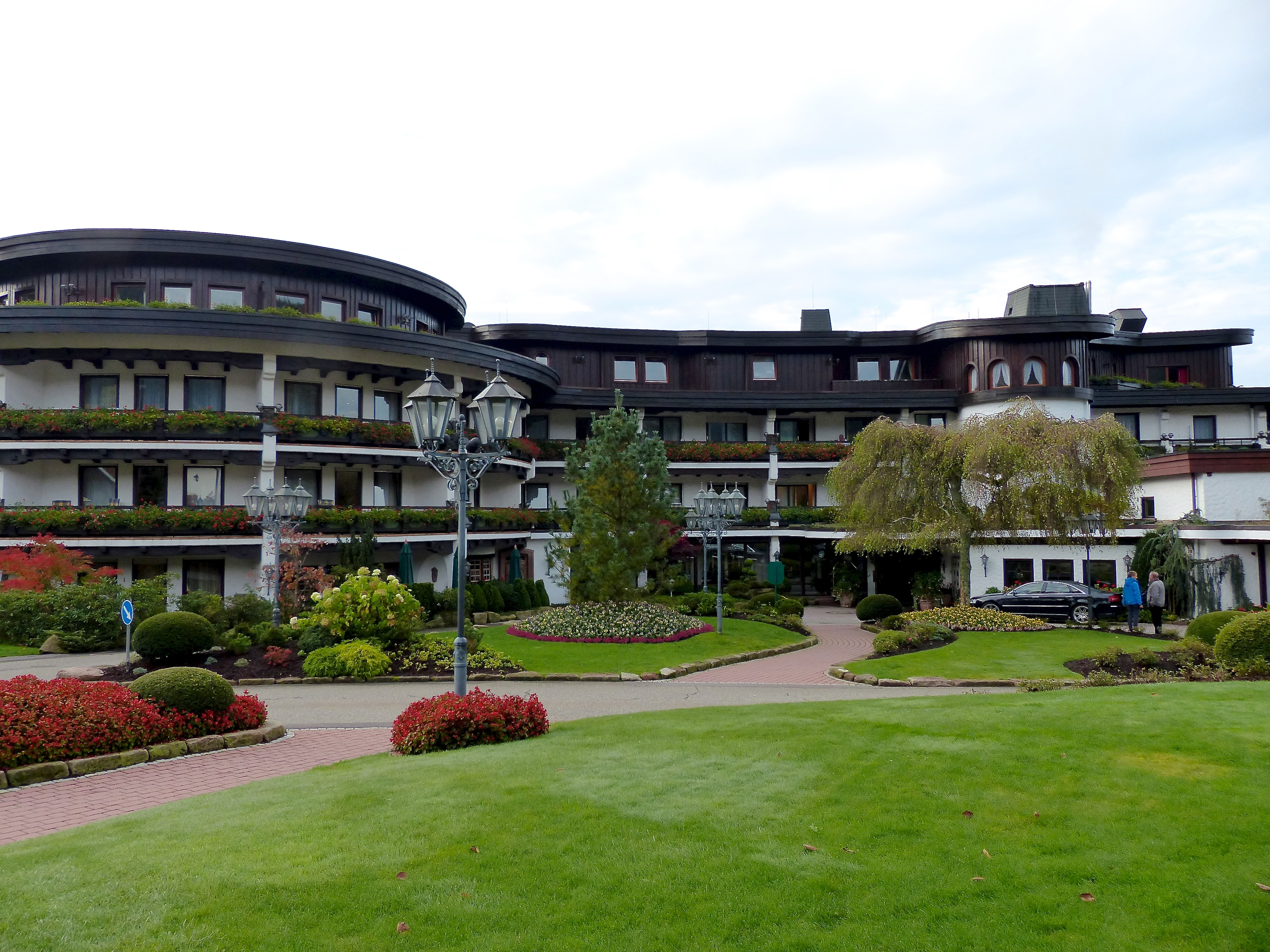
Das Hotel Bareiss (2013)

Der Vater von Hermann Bareiss fiel 1945 im Krieg. Seine Mutter musste beide Kinder allein aufziehen. Sie eröffnete 1951 das kleine Kurhotel Mitteltal, das über die Jahre größer wurde.
Bareiss absolvierte eine Kochlehre und wechselte zu Stationen in Paris, London und Kairo. Schließlich wurde er Direktionsassistent im renommierten Hotel Bachmair in Rottach-Egern. 1966 erhielt er hier den überraschenden Anruf seiner Mutter:
„Entweder Du kommst nach Hause oder ich verkaufe das Hotel.“ Er unterstützte seine Mutter, die gesundheitlich angeschlagen war.
Als 29-Jähriger übernahm er 1973 das Hotel. Über viele Jahre baute er es zu einem der führenden privaten Ferienhotels in Deutschland aus.
Im Dezember 1982 richtete er das Gourmetrestaurant Bareiss ein, das schon im Folgejahr mit einem Michelinstern ausgezeichnet wurde; 1984 folgt der zweite, 2007 der dritte unter Küchenchef Claus-Peter Lumpp. Restaurant und Hotel standen in ständiger Konkurrenz mit dem wenige Kilometer entfernten Hotel Traube Tonbach von Heiner Finkbeiner.

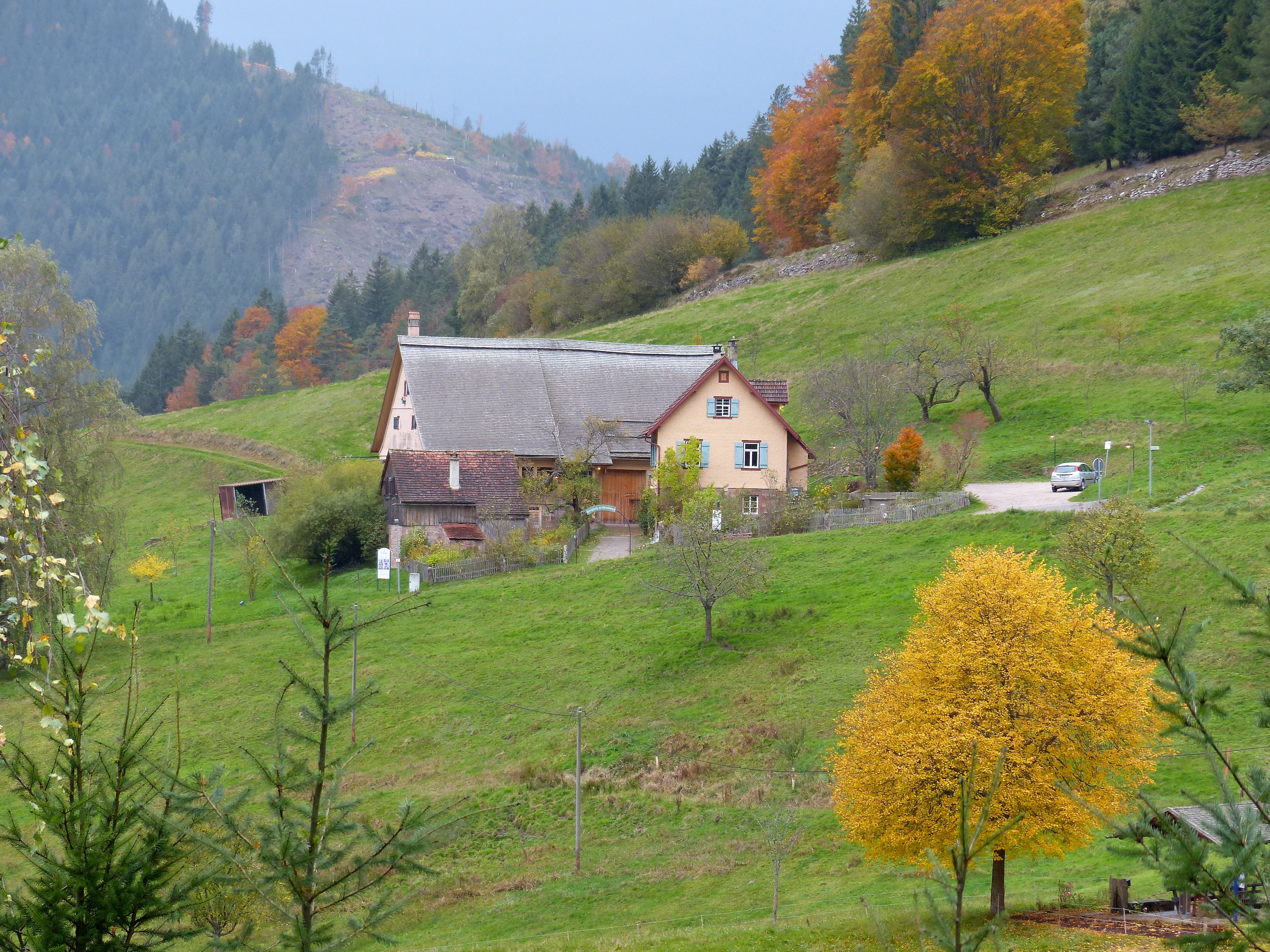
Morlokhof

Im Jahr 1992 benannte er das Kurhotel Mitteltal zum Hotel Bareiss um. 2003 erwarb Bareiss den 1789 erbauten Morlokhof, ließ ihn restaurieren und wurde dafür 2008 mit dem Denkmalschutzpreis ausgezeichnet. Seit 2009 steht ihm sein jüngerer Sohn Hannes Bareiss (* 1980) bei der Hotelleitung zur Seite.

## Privates
Hermann Bareiss war mit Ute Bareiss verheiratet und ist geschieden. Mit ihr hat er zwei Söhne.  Sein Sohn Christian Bareiss (* 1978) war von 2011 bis 2020 Inhaber des Restaurants Dorfstube in Düsseldorf.

## Veröffentlichungen
- Wie isst man das? Augustus, Augsburg 1999, ISBN 978-3-8043-3113-6.
- Mein Hotelknigge Augustus, Augsburg 2000, ISBN 978-3-8043-3116-7.

## Auszeichnungen
- 1997: Hotelier des Jahres (AHGZ)[11]
- 2001: Wirtschaftsmedaille des Landes Baden-Württemberg[12]
- 2004: Bundesverdienstkreuz am Bande[13]
- 2015: Ausbilder des Jahres (Leaders of the Year, Rolling Pin)[14]
- 2016: Lifetime Award (Warsteiner Preis – der deutsche Gastronomiepreis)[15]